# Bronisław Antilewski
Bronisław Romanowicz Antilewski (ros. Бронислав Романович Антилевский; ur. 1916 w wiosce Markowcy w guberni mińskiej, zm. 25 lipca 1946 w Moskwie) – radziecki lotnik wojskowy (starszy lejtnant), następnie lotnik kolaboracyjnej 1 Wschodniej Eskadry Lotniczej i lotnictwa Rosyjskiej Armii Wyzwoleńczej (ROA) podczas II wojny światowej, Bohater Związku Radzieckiego pozbawiony następnie tytułu.

## Życiorys
Jego rodzina była polskiego pochodzenia. Inne źródła wskazują narodowość białoruską. W 1937 ukończył technikum rolnicze. Od października tego roku służył w Armii Czerwonej. Do czerwca 1938 uczył się w specjalnej szkole lotniczej w Monino, a następnie dostał przydział do 21 Bombowego Pułku Lotniczego Dalekiego Zasięgu jako strzelec-radiotelegrafista. Latał na samolotach DB-3. Uczestniczył na przełomie lat 1939/1940 w wojnie zimowej z Finlandią. 7 kwietnia 1940 roku uzyskał tytuł Bohatera Związku Radzieckiego. Od września tego roku uczył się pilotażu w Kaczyńskiej szkole lotniczej im. Miasnikowa. 5 lutego 1941 awansował do stopnia starszego sierżanta, zaś po ukończeniu szkoły 8 kwietnia 1942– młodszego lejtnanta. Skierowany na front w kwietniu 1942, służył w 20. Pułku Myśliwskim 1. Armii Powietrznej na samolotach Jak-9. Jego pułk stał się jedną z najlepszych sowieckich jednostek lotniczych. 17 września 1942 roku Antilewski awansował na lejtnanta (podporucznik). Od 15 kwietnia 1943 roku był zastępcą dowódcy eskadry. 25 lipca tego roku awansował do stopnia starszego lejtnanta (porucznik). 28 sierpnia został zestrzelony i dostał się do niewoli niemieckiej.
W obozie jenieckim podjął kolaborację z okupantami. W październiku 1943 pod wpływem płk. Wiktora Malcewa wstąpił do Rosyjskiej Armii Wyzwoleńczej gen. Andrieja Własowa. Do listopada tego roku przeszedł szkolenie w Suwałkach i na obszarze Niemiec, po czym rozpoczął służbę w 1 Wschodniej Eskadry Lotniczej. Otrzymał stopień porucznika ROA. Jednocześnie na początku 1944 w kilku obozach jenieckich agitował za walką przeciw ZSRR. Po rozformowaniu eskadry we wrześniu tego roku, został przeniesiony na obszar Czech, gdzie na przełomie 1944/1945 współuczestniczył w formowaniu lotnictwa Sił Zbrojnych Komitetu Wyzwolenia Narodów Rosji. 19 grudnia 1944 został dowódcą 2. Eskadry Szturmowej 1 Pułku Myśliwskiego ROA (samoloty Ju 87D), przekształconej następnie na 8. Eskadrę Nocnych Bombowców. 5 lutego 1945 awansował do stopnia kapitana ROA. 
30 kwietnia kpt. Antilewski poddał się Amerykanom, którzy we wrześniu 1945 przekazali go Sowietom. Po procesie został 25 lipca 1946 skazany na karę śmierci przez rozstrzelanie, którą wykonano. 12 lipca 1950 odebrano mu pośmiertnie tytuł Bohatera Związku Radzieckiego i odznaczenia.
Według niepotwierdzonej wersji, pod koniec kwietnia 1945 roku istniał plan, żeby pilotowanym przez Antilewskiego samolotem Fi 156 uciekł do Hiszpanii lub Portugalii gen. Własow, ale ostatecznie nie zdecydował się porzucić swoich oddziałów w ostatnich dniach wojny. Antilewski rzekomo poleciał sam i ukrył się w Hiszpanii, a wyrok w stosunku do niego miał być zaoczny. Wersji tej sprzyja to, że brak jest dokumentu potwierdzającego wykonanie kary śmierci. 
W 2001 roku Główna Prokuratura Wojskowa ponownie rozpatrzyła sprawę Antilewskiego, lecz nie dopatrzyła się podstaw do rehabilitacji.